# 大橋村 (香港)

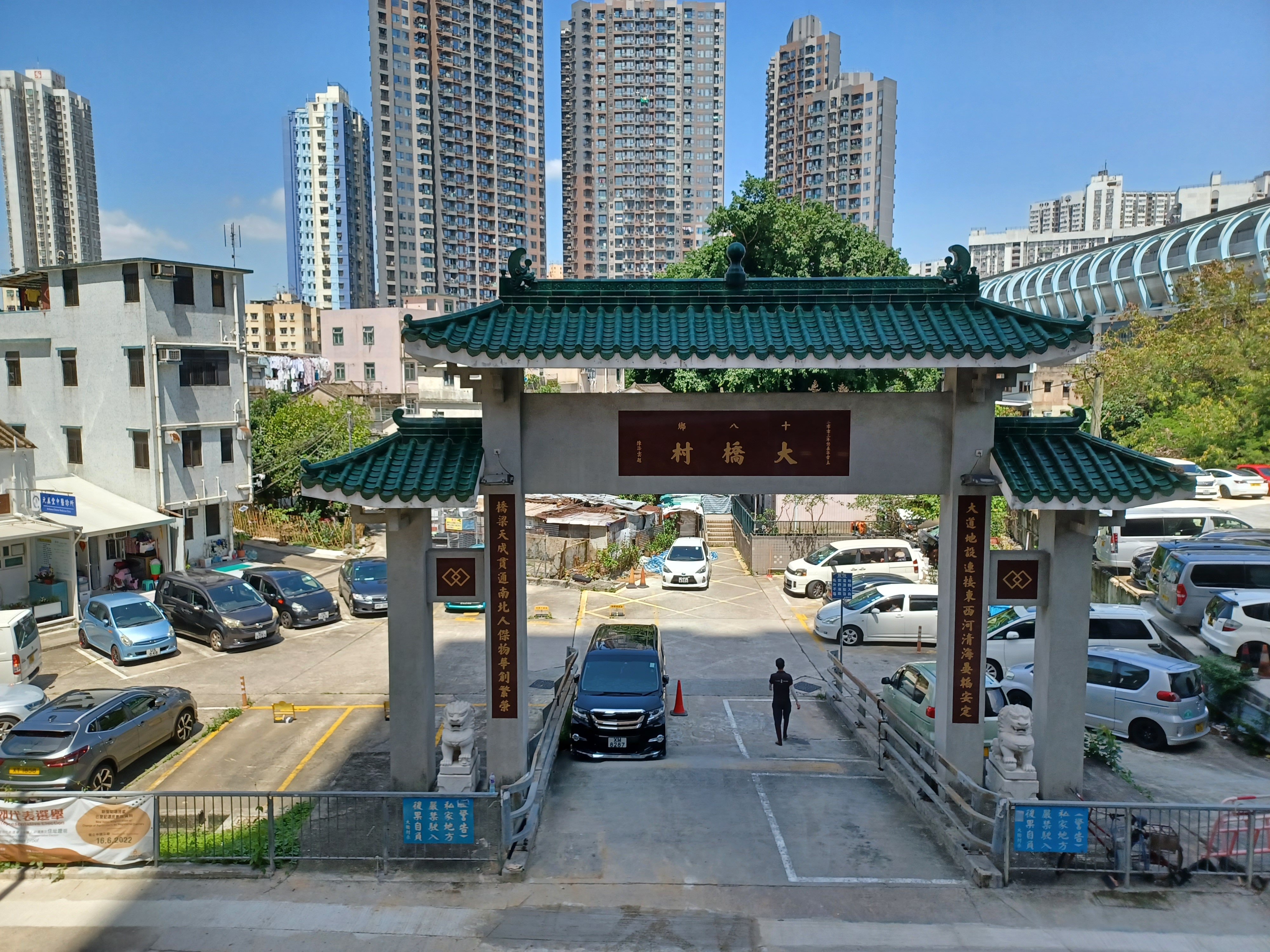
大橋村牌樓

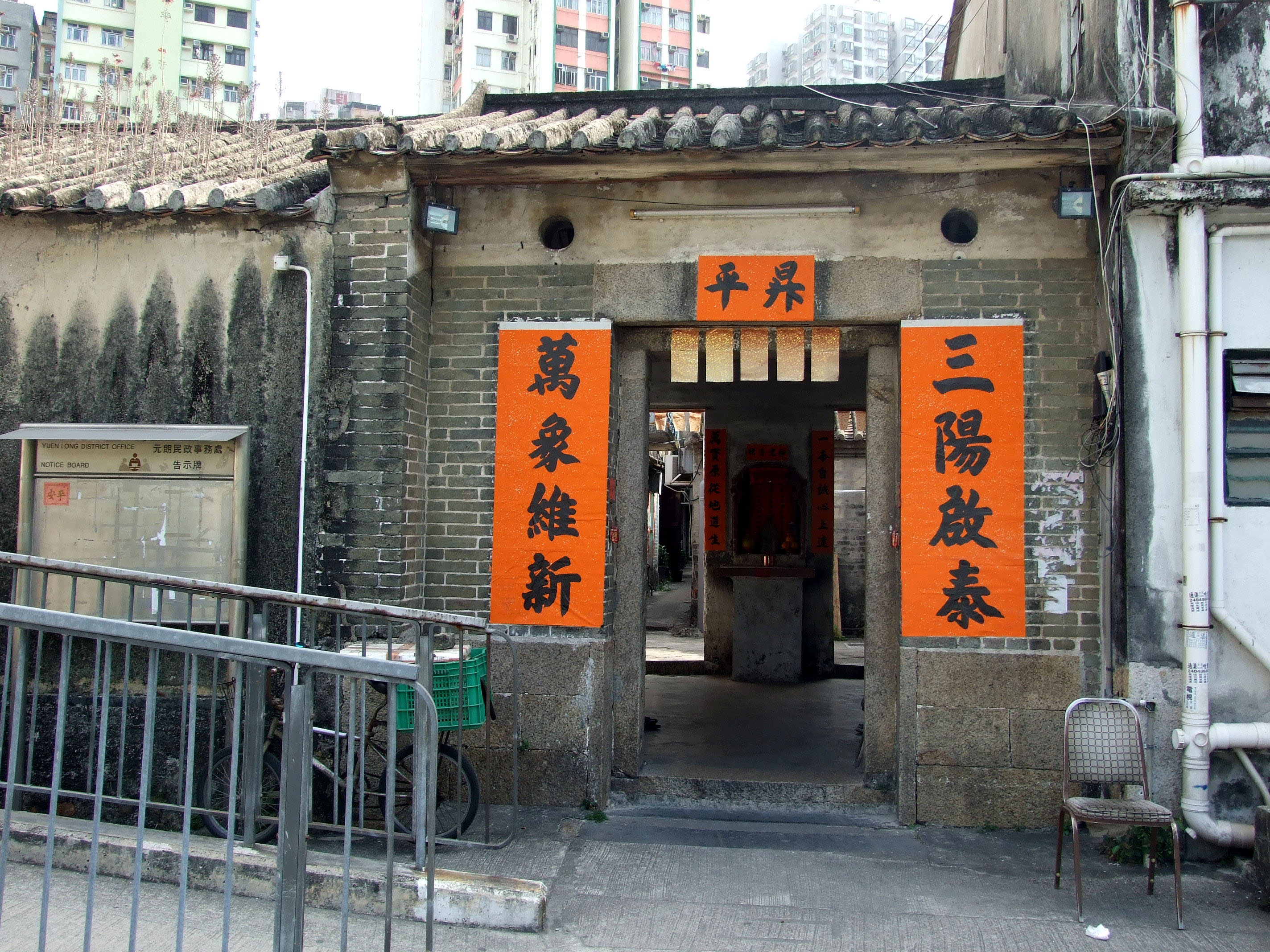
大橋村門樓

大橋村（英語：Tai Kiu Tsuen）是位於香港新界元朗區元朗市中心的村落，是十八鄉其中一條歷史最悠久的圍村，有一座列為三級歷史建築的門樓，西面是山貝河，坐落元朗安樂路、大橋路及元朗安寧路交界，佔地約2公頃。現時鄰近的大橋街市，甚至附近一帶也會稱作「大橋」。
大橋村內以陳姓為主，每年舉行的秋祭，「陳參乎祖」亦有過佰人參與。

## 命名
至於為何那裏會叫作「大橋」，有以下不同的說法：以前有一條小橋通往這條小村落，所以便叫作大橋村；另外，未有現在的元朗舊墟之前，在別處已經有「大橋墩」的市集，所以「大橋」一詞也可能由此而來；而大橋村陳氏當年曾經有一房人遷至寶安大橋村居住，其後再遷移到香港，第四房人留駐大嶼山，第三房於元朗設圍，而第二房人則往廣西去，故有可能是基於思鄉之情將遷港前所住過的村落定為村名。

## 遷村建議
新界鄉議局主席劉皇發籌劃大橋村搬遷到遠離元朗市中心的大棠，用以騰出原有土地，與投得毗連大橋村的前元朗邨限呎地的長江實業聯合發展商住綜合發展項目，興建四幢樓高27層的商住大廈，另設4層商場平台，可建樓面面積超逾11萬平方米。
2011年9月劉皇發的女兒劉麗芬和其丈夫黃汝坤以及劉另一女婿余漢坤合組的公司向城市規劃委員會申請更改大棠的土地規劃用途作鄉村式發展，計劃興建351幢樓高三層的丁屋，撥出其中117幢重置大橋村村民。長春社指出擬發展的大棠地段，劉皇發家族擁有不足20%的土地業權，興建地段超出其擁有業權範圍，地段餘為私人及政府土地。目前該鄰近大欖郊野公園的地段有耕地、天然河道及樹木，其西南面有鷺鳥林，如容許以遷村為名的發展項目，將破壞生态环境，促請城規會否決申請。

## 外部連結
- 消失中的村落 – 元朗大橋村（页面存档备份，存于）